# Kinowe
Kinowe è una circoscrizione rurale (rural ward) della Tanzania situata nel distretto di Micheweni, regione di Pemba Nord. Conta una popolazione di 4 380 abitanti (censimento 2012).